# Aminat Yusuf Jamal
Aminat Yusuf Jamal (nee le 27 juin 1997 au Nigeria) est une athlète nigériane naturalisée bahreïnienne, spécialiste du 400 m haies.

## Carrière
Elle est médaillée de bronze du 400 mètres aux Championnats panarabes d'athlétisme 2015 à Madinat 'Isa puis décroche une médaille d'or au relais 4 × 400 mètres aux Championnats d'Asie d'athlétisme en salle 2016 à Doha.
Elle obtient deux médailles d'or aux Championnats arabes juniors d'athlétisme 2016 à Tlemcen, sur 100 mètres haies et 400 mètres haies.
Elle est médaillée d'argent du 400 mètres haies et du relais 4 × 400 mètres aux Jeux asiatiques de 2018 à Jakarta.
Aux Championnats d'Asie d'athlétisme 2019 à Doha, elle remporte deux médailles d'or (en relais 4 × 400 mètres féminin et mixte) et une médaille d'argent en 400 mètres haies.
Elle est médaillée de bronze du relais 4 × 400 mètres mixte aux Championnats du monde d'athlétisme 2019 à Doha.
Elle remporte la médaille d'argent du 400 mètres haies aux Jeux de la solidarité islamique de 2021 à Konya.
Aux Jeux panarabes de 2023 à Oran, elle est médaillée d'or du 100 mètres haies, médaillée d'argent du relais 4 × 400 mètres et médaillée de bronze du 400 mètres haies.